# Yuehua Entertainment
Yuehua Entertainment (en chino, 乐华娱乐) (en hangul, 위에화 엔터테인먼트), es un grupo multinacional privado de entretenimiento y agencia de talentos con sede en Pekín, China. La compañía fue fundada en junio de 2009 por Du Hua, antigua empleada de Huayi Brothers. Yuehua está involucrada en la producción y distribución de televisión, producción de películas, gestión y capacitación de artistas, así como en la producción de videos musicales y de música, relaciones públicas y marketing de entretenimiento. 
Yuehua Entertainment recibió financiamiento de serie B de Gravity Media y CMC Capital en agosto de 2014. CMC Capital invirtió 49 millones de USD en el grupo y se convirtió en su accionista estratégico al finalizar el financiamiento. En 2014, Yuehua Entertainment estableció una sucursal coreana ubicada en Gangnam-gu, Seúl, Corea del Sur. Más tarde, Yuehua anunció planes para una mayor expansión de sus operaciones de sucursales en Corea a partir de febrero de 2016. En 2019, la sucursal coreana de Yuehua Entertainment se mudó a un nuevo edificio.

## China

### Grupos
- Uniq (hiatus)
- Next
- NAME
- BOYHOOD

### Bandas
- NEVERLAND

### Grupos virtuales
- A-SOUL
- EOE

### Solistas
- Han Geng (2010)
- Zhang Yao (2012)
- Zhou Yixuan (Uniq)
- Li Wenhan (Uniq)
- Wang Yibo (Uniq)
- Ivy (Uniq)
- Cheng Xiao
- Wu Xuanyi
- Meng Meiqi
- Zhu Zhengting (Next)
- Bi Wenjun (Next)
- Huang Xin Chun (Next)
- Justin Huang (Next)
- Wang Yiren (Everglow)
- Elvis Wang
- Hu Chunyang
- Chen Xinwei
- Jin Zi Han (NAME)
- Tang Jiu Zhou

### Actores y actrices
- Han Geng
- Ao Quan
- Wang Yibo
- Li Wenhan
- Zhang Junyi
- Liu Guanyi
- Zhu Zhengting
- Zhou Yixuan
- Bi Wenjun
- Wu Xuanyi
- Xu Ya Ting
- Meng Meiqi
- Cheng Xiao
- Hu Chunyang
- Zhang Zi Jian
- Chen Xinwei
- Zhang Hao Lian
- Zhang Jing Yun

### Directores
- Jang Tae-yoo

## Corea del Sur

### Grupos
- Uniq
- Niver
- Hyeongseop X Euiwoong
- Everglow[4]
- Tempest[5]

### Solistas
- Choi Ye-na

### Actores
- Lee Do-hyun
- Kim Sung-joo (Uniq)
- Hwang Hyun-joo
- Park Cheon

### Modelos
- Hwang Hyun-joo